# 데이비드 허프먼
데이비드 허프먼(영어: David Huffman, 1945년 5월 10일 ~ 1985년 2월 27일)은 미국의 배우이다.
버윈에서 태어났으며 샌디에이고에서 사망하였다. 포리스트 론 메모리얼 파크에 매장되었다.

## 영화
- 포겟 미 낫 (2009, Forget Me Not)
- 잊을 수 없는 죽음 (1983)
- 제인 도우 (1983년)
- 파이어폭스 (1982년)
- 투쟁의 날들 (1978년)
- 사랑이 머무는 곳에 (1978년)
- 창공의 여왕 (1976년)